# MG 3
MG 3 — супермини, выпускаемый китайской компанией SAIC Motor под маркой MG в трех поколениях.

## Первое поколение
MG3 SW по сути являлась точной копией Rover Streetwise, снятого с производства в апреле 2005 года в результате банкротства компании MG Rover. Производство было развёрнуто на заводе SAIC в Пукоу, районе Нанкина.

MG3 SW выпускался преимущественно для внутреннего рынка и никогда не экспортировался за рубеж.

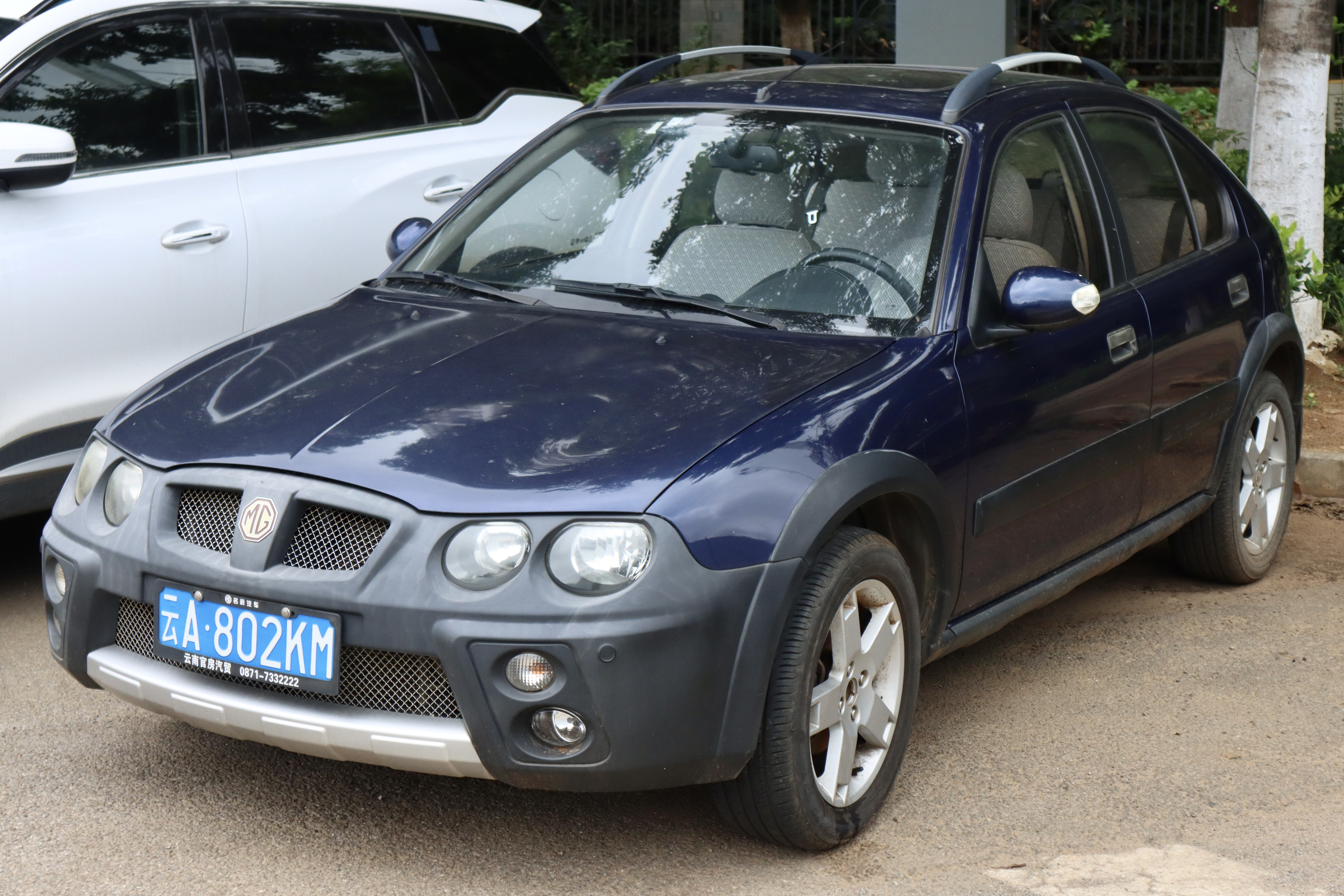
Вид спереди
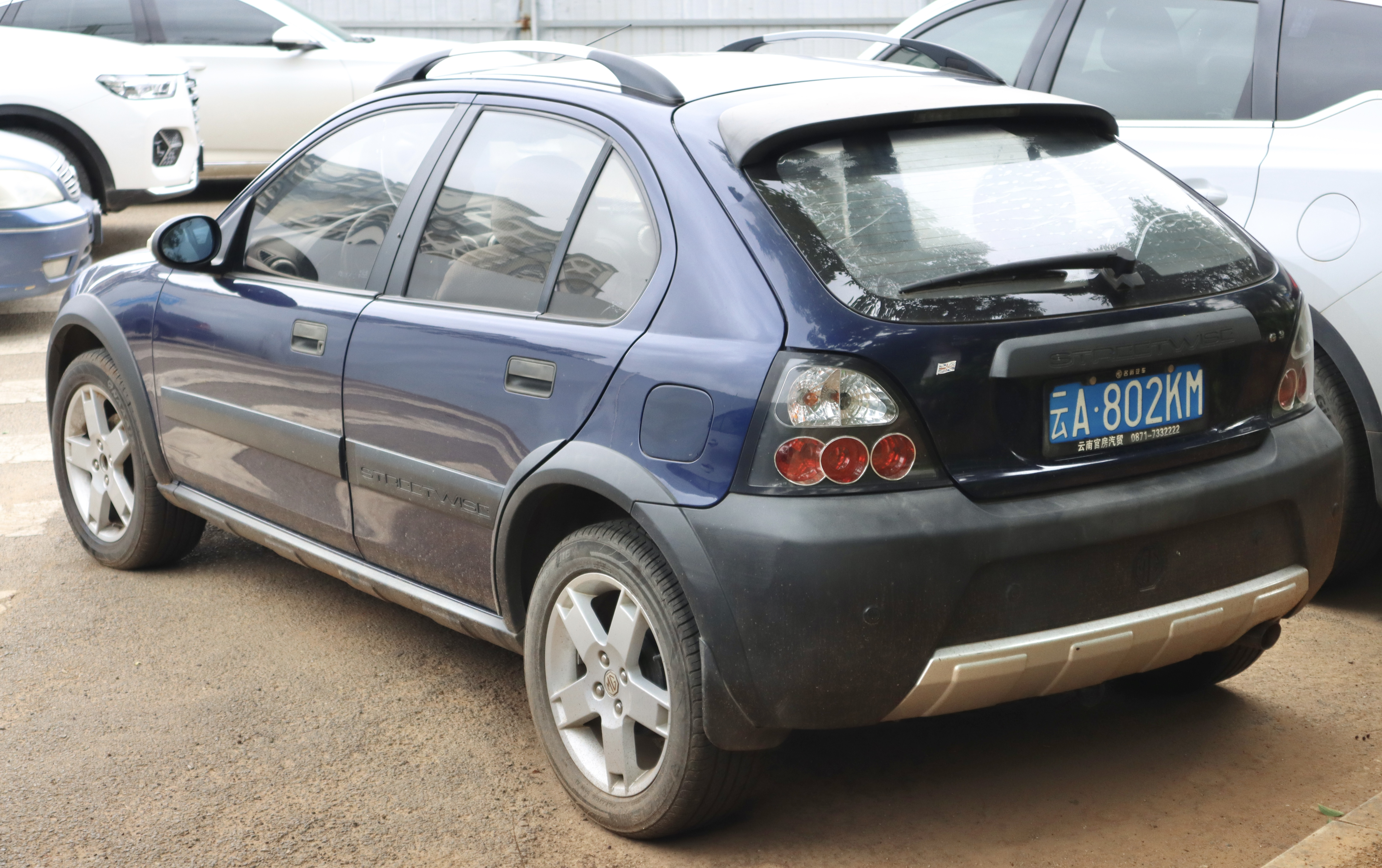
Вид сзади

## Второе поколение
Новый автомобиль под индексом MG3 был представлен на Пекинском автосалоне в 2010 году как концепт-кар MG Zero. Он основан на полностью новой платформе с колёсной базой 2,5, передними стойками подвески «MacPherson» и задней торсионной подвеской. Разработка машины производилась в Великобритании, но первоначально производилась она только в Китае. Автомобиль поступил в продажу в апреле 2011 года. Выбор двигателей представлен 1,3, 1,5 и 1,5 Turbo бензиновыми агрегатами мощностью 67 л. с. (50 кВт), 107 л. с. (80 кВт) и 165 л. с. (123 кВт) соответственно. Трансмиссия — 5-ступенчатая механическая либо автоматическая итальянского производства.
Новый автомобиль ориентирован на молодых людей в возрасте от 18 до 28 лет, и, как ожидается, поступит в продажу в Великобритании в 2012 году. Сборка будет организована на заводе в Лонгбридже, Бирмингем, наряду со среднеразмерным MG 6.

MG3 также будет выпускаться в варианте кроссовер (под индексом MG3 Xross), так же, как и Rover Streetwise и MG3 SW.

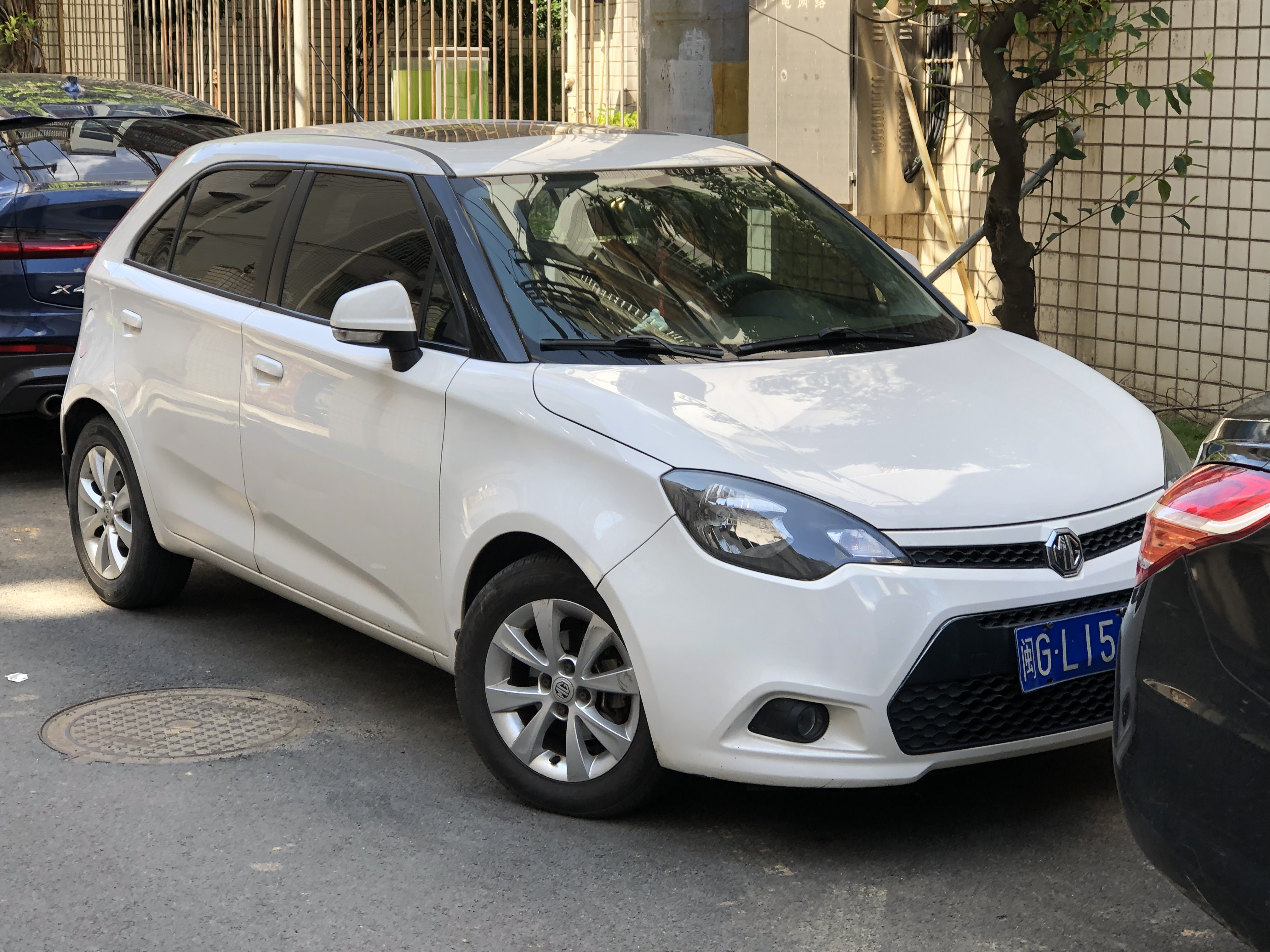
Вид спереди
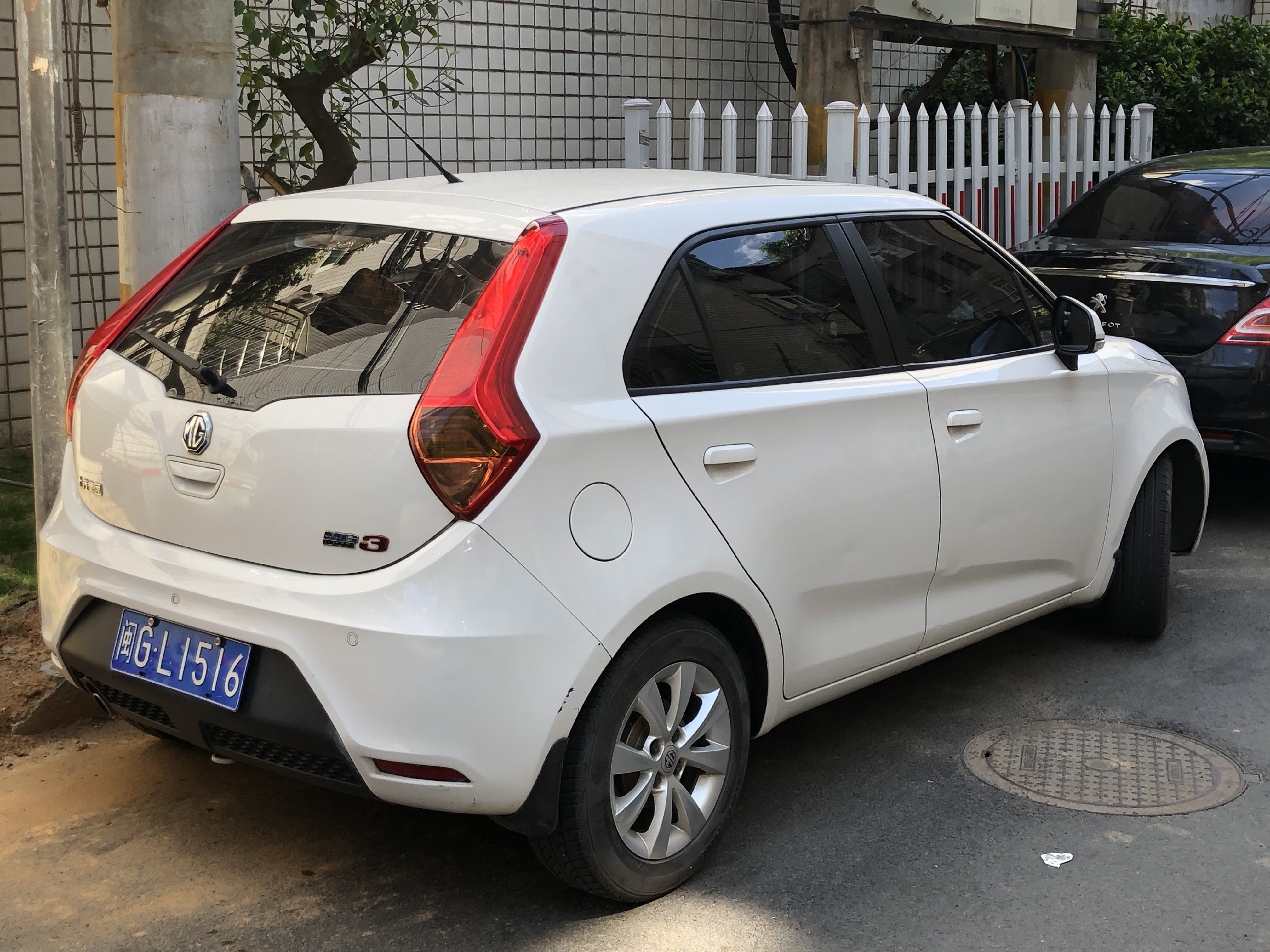
Вид сзади
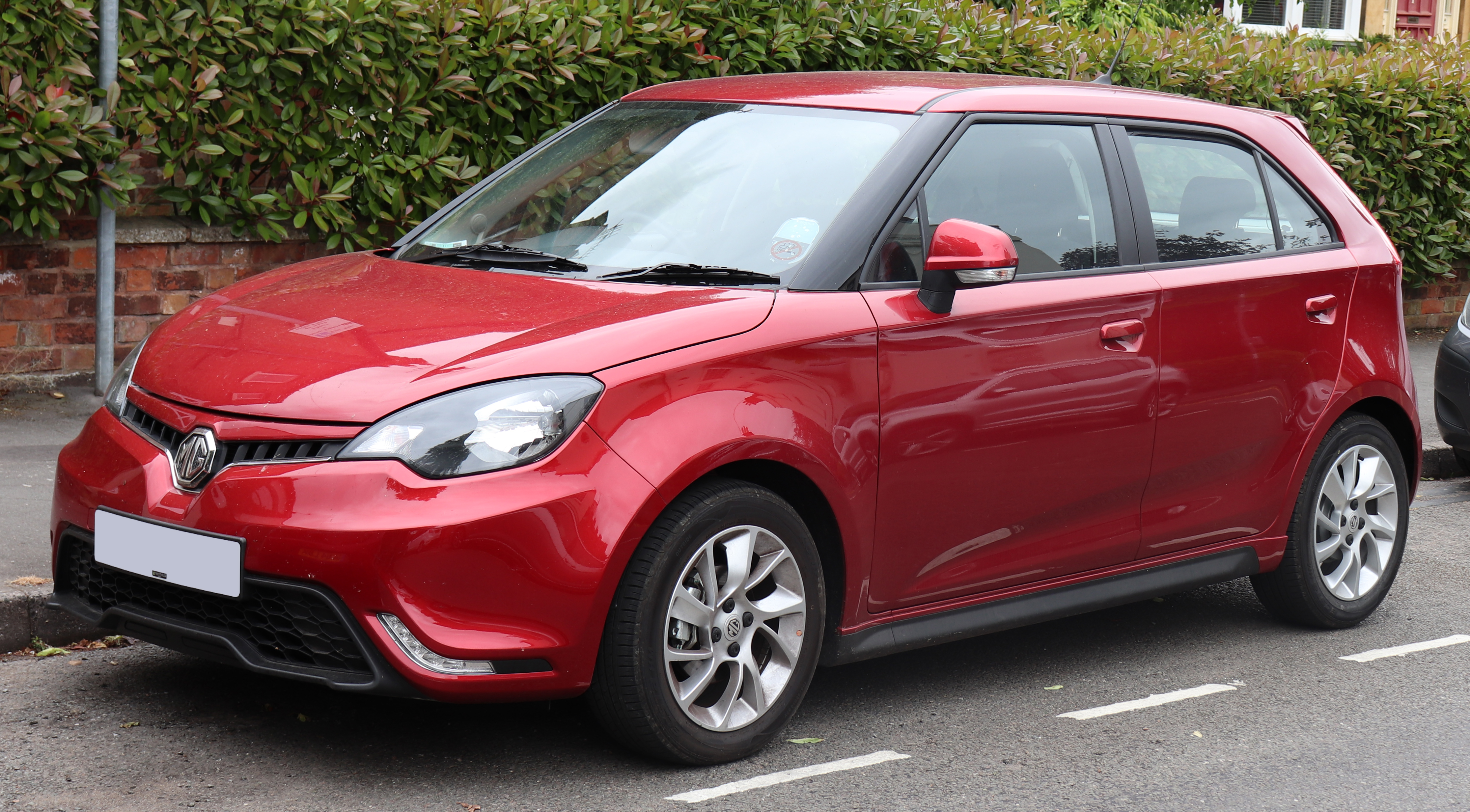
Рестайлинг, вид спереди
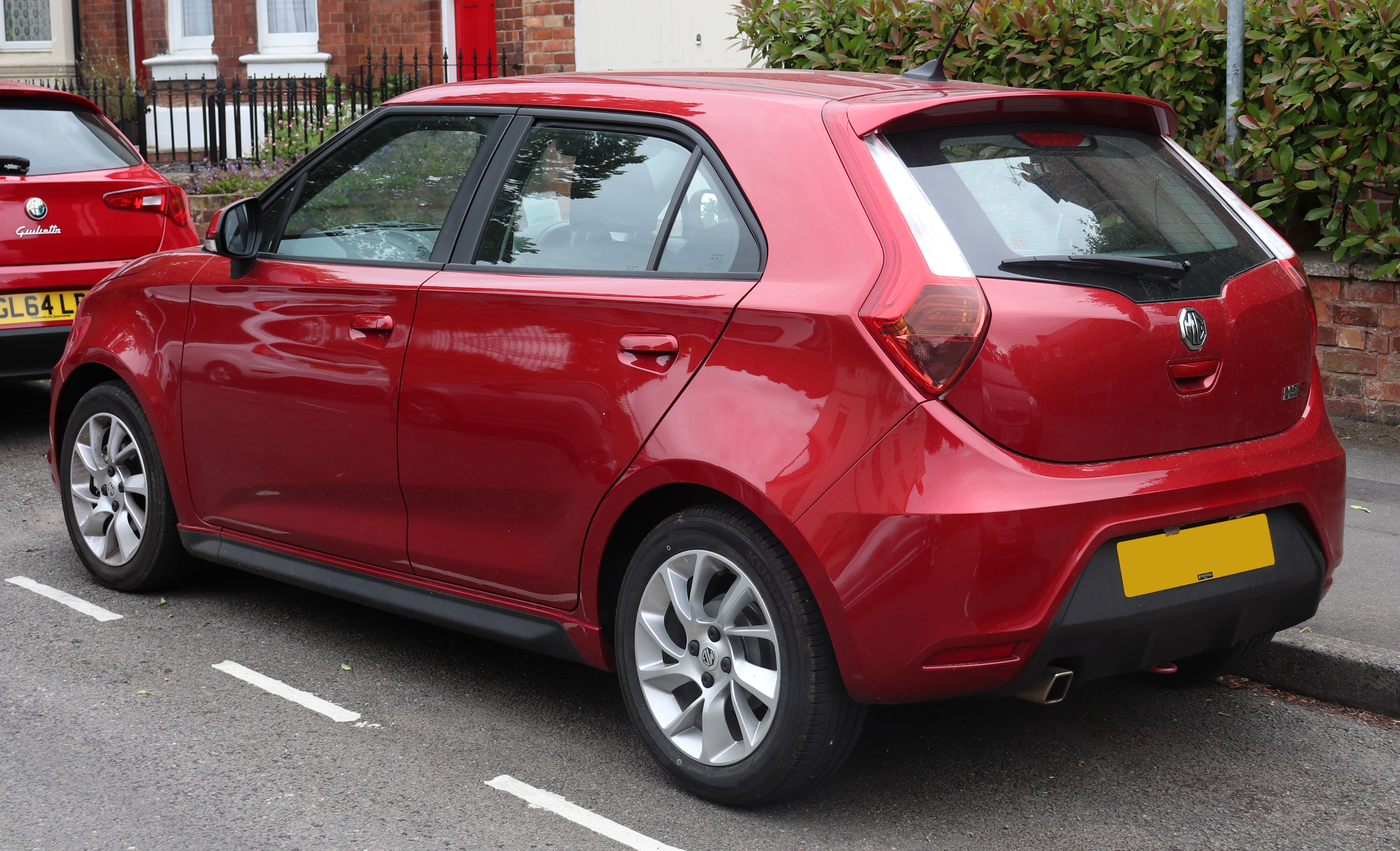
Рестайлинг, вид сзади
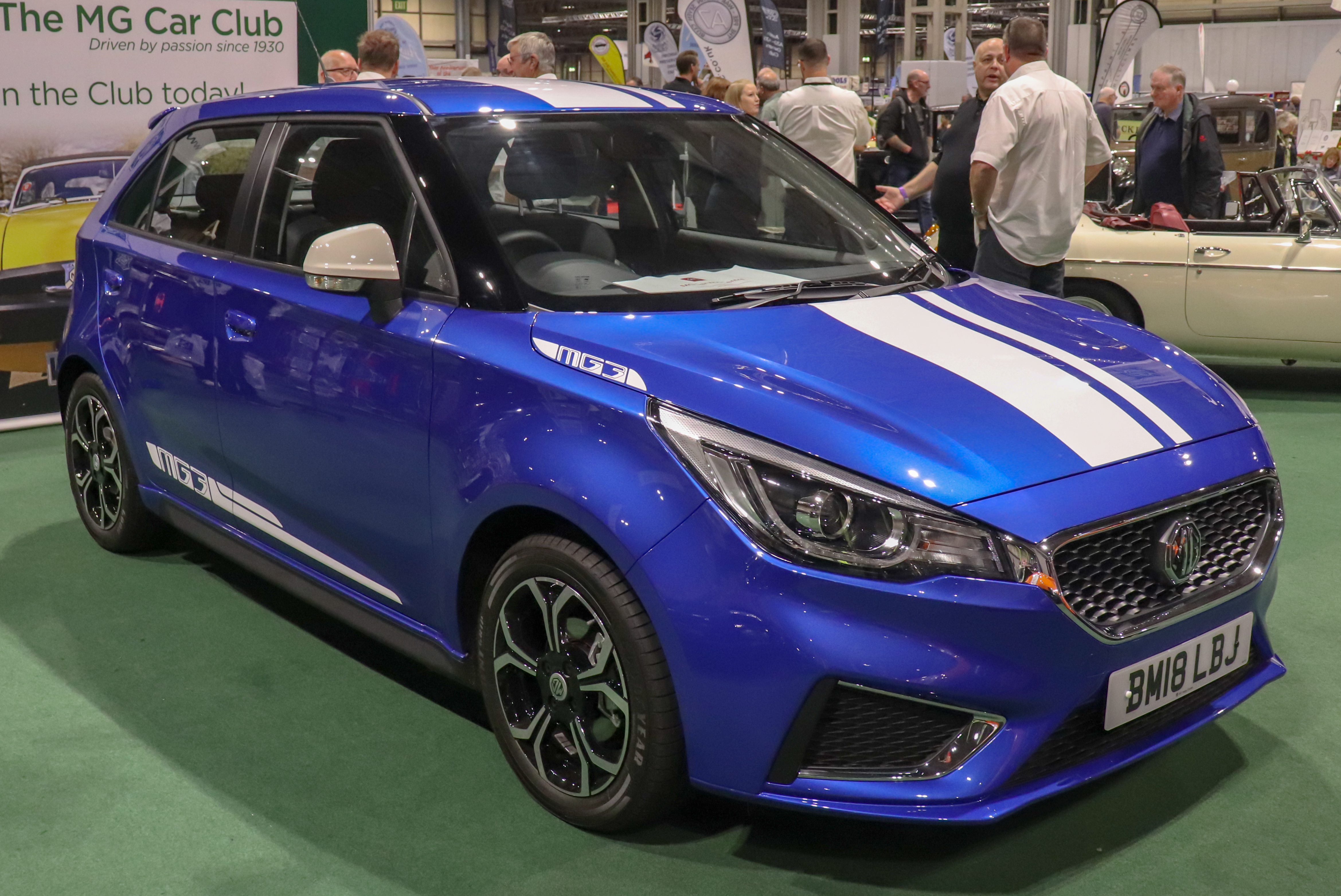
Рестайлинг 2, вид спереди
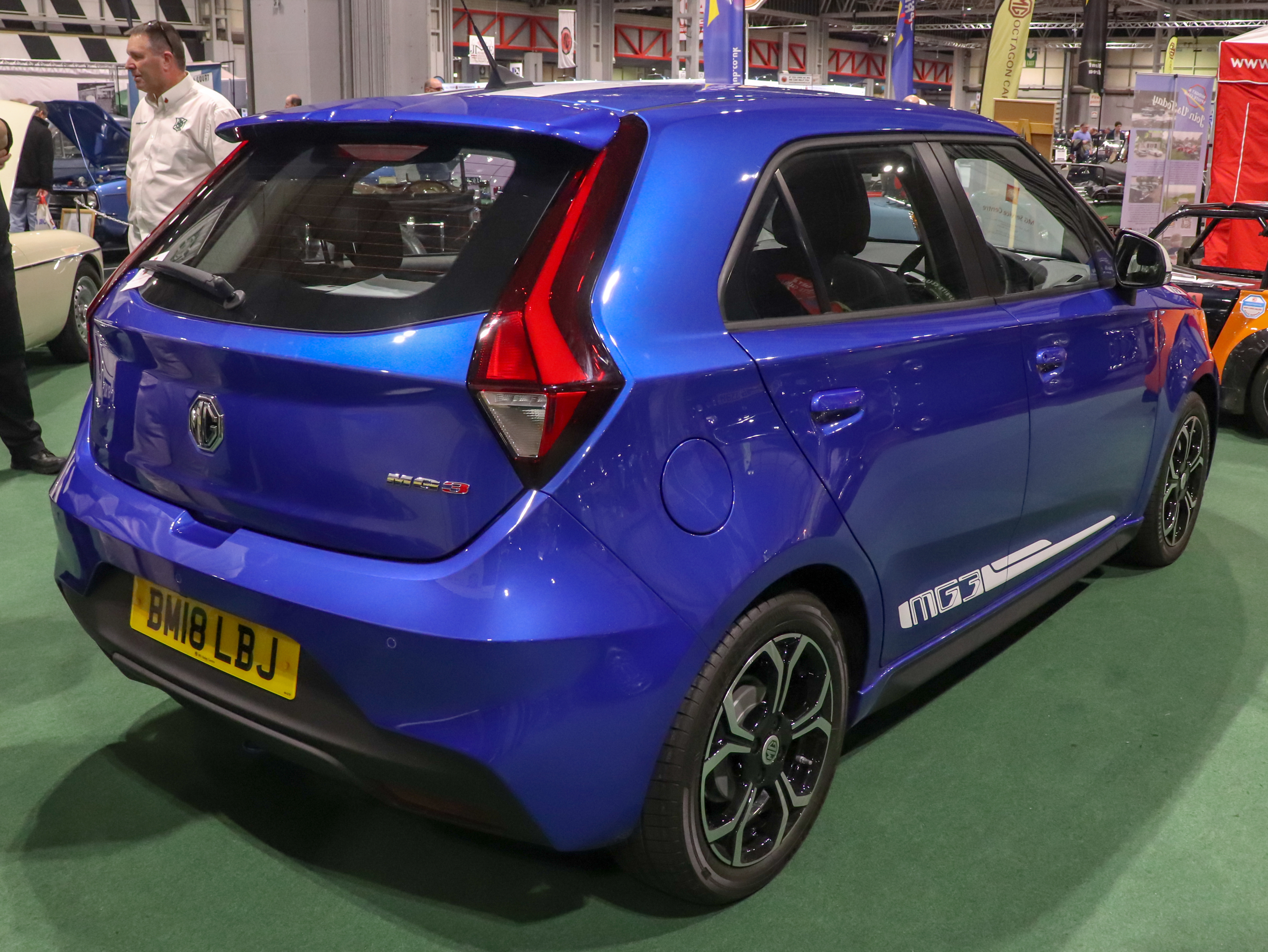
Рестайлинг 2, вид сзади
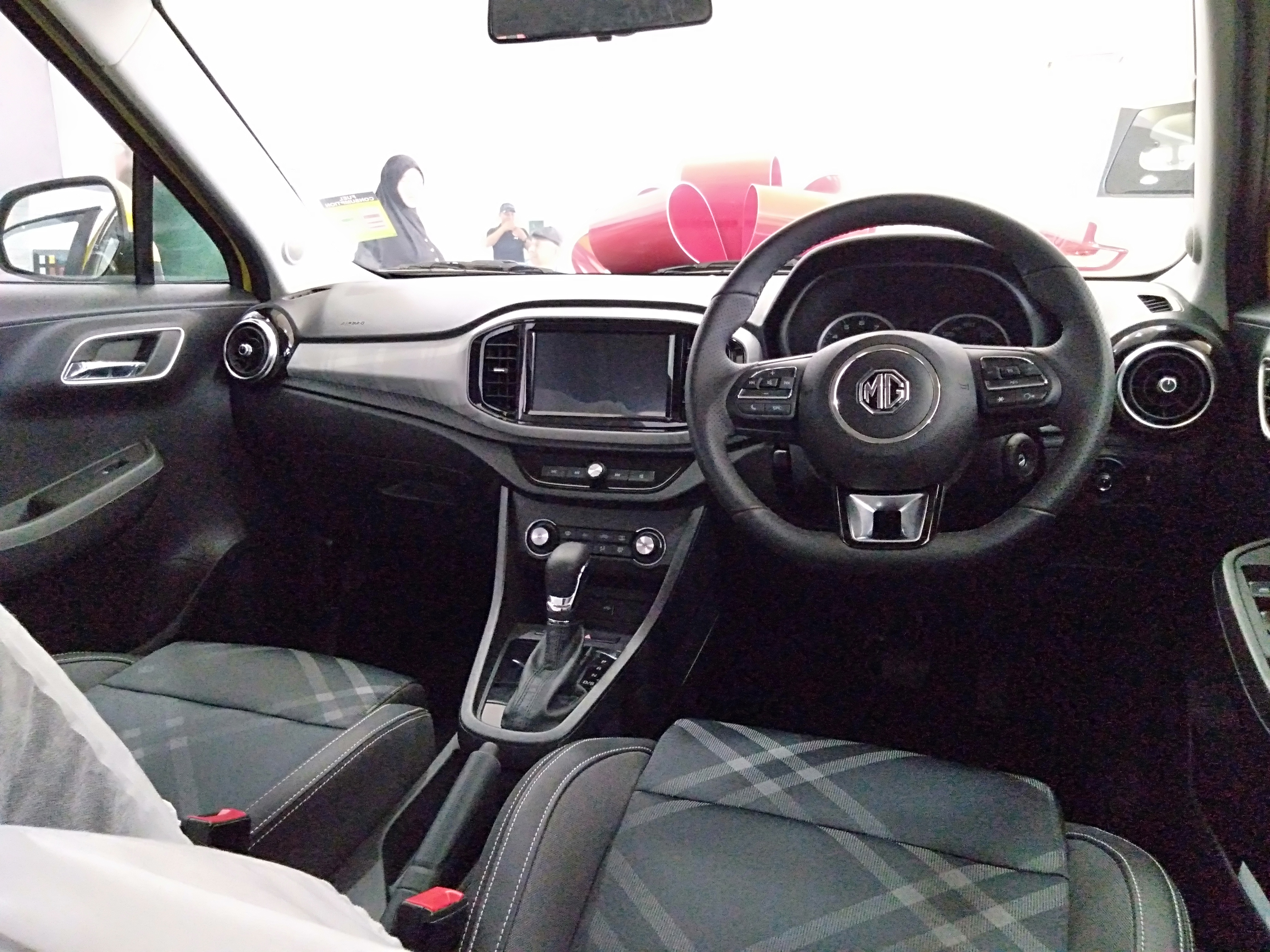
Рестайлинг 2, интерьер

## Третье поколение

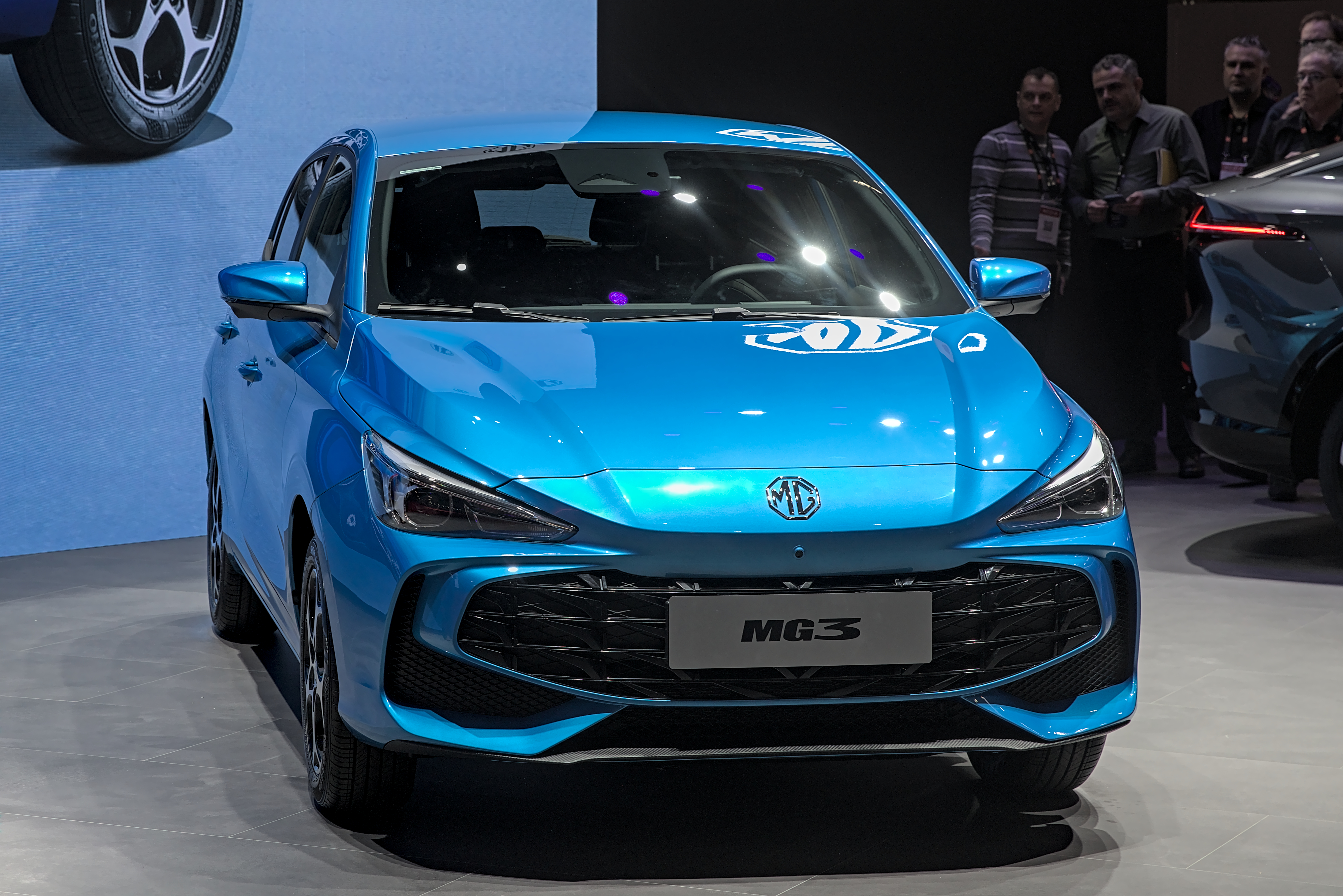
Третье поколение MG 3 было официально представлено 26 февраля 2024 года на Женевском автосалоне 2024 года. Оно имеет схожий внешний стиль, заимствованный у MG 5 GT, и похожую внутреннюю компоновку от MG4 EV, и впервые доступно с гибридной электрической силовой установкой Hybrid+.   - Вид спереди
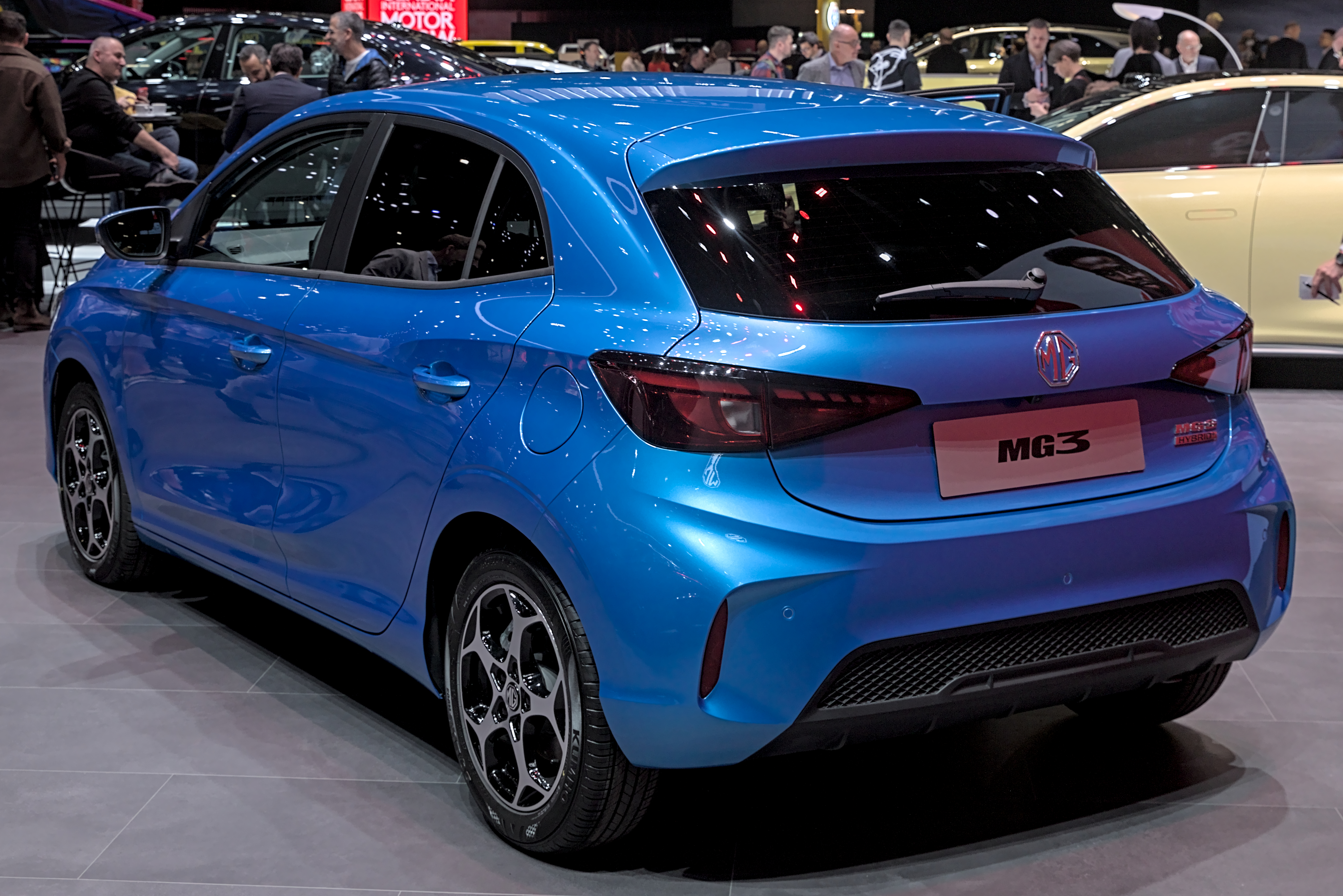
Вид сзади
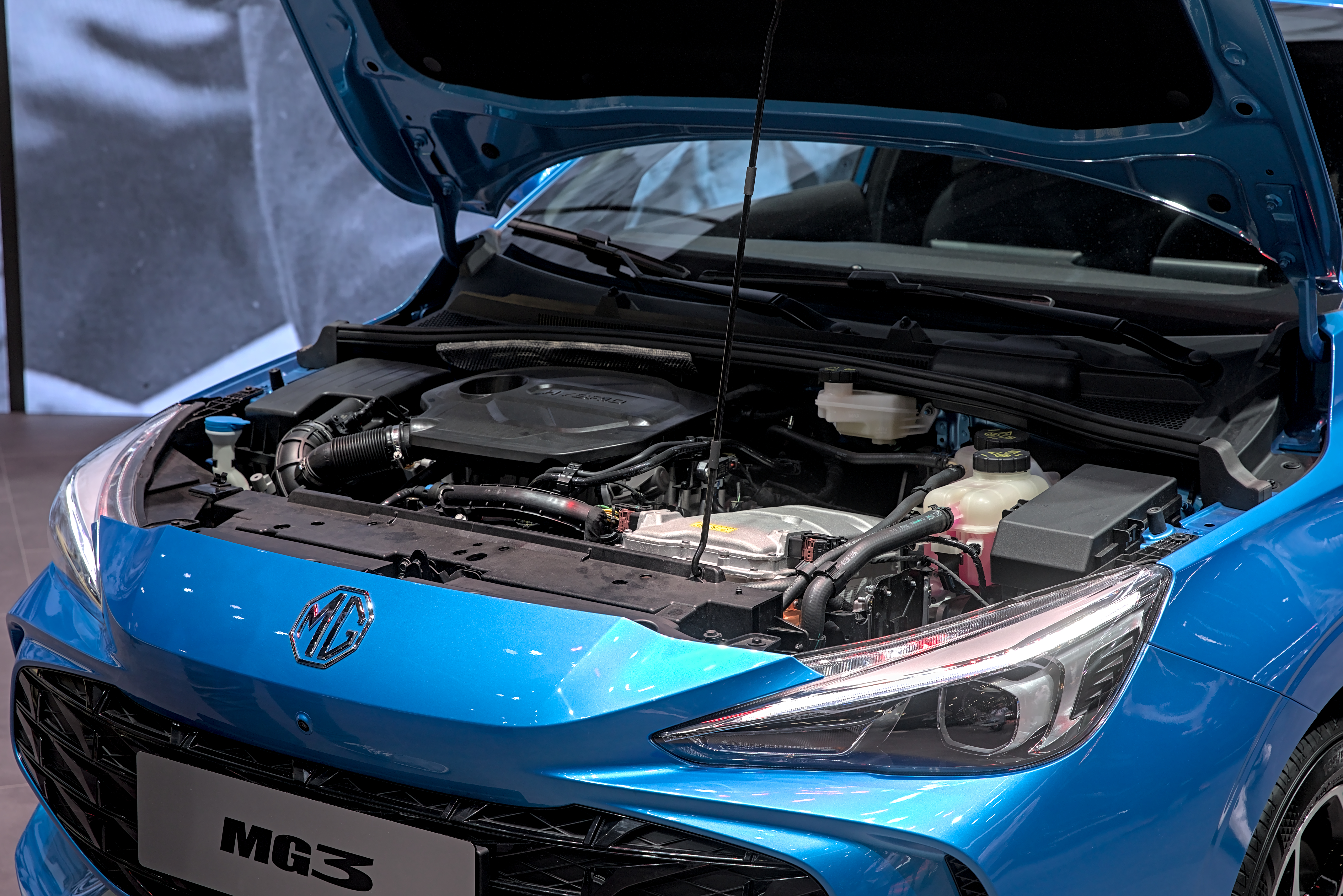
Двигатель
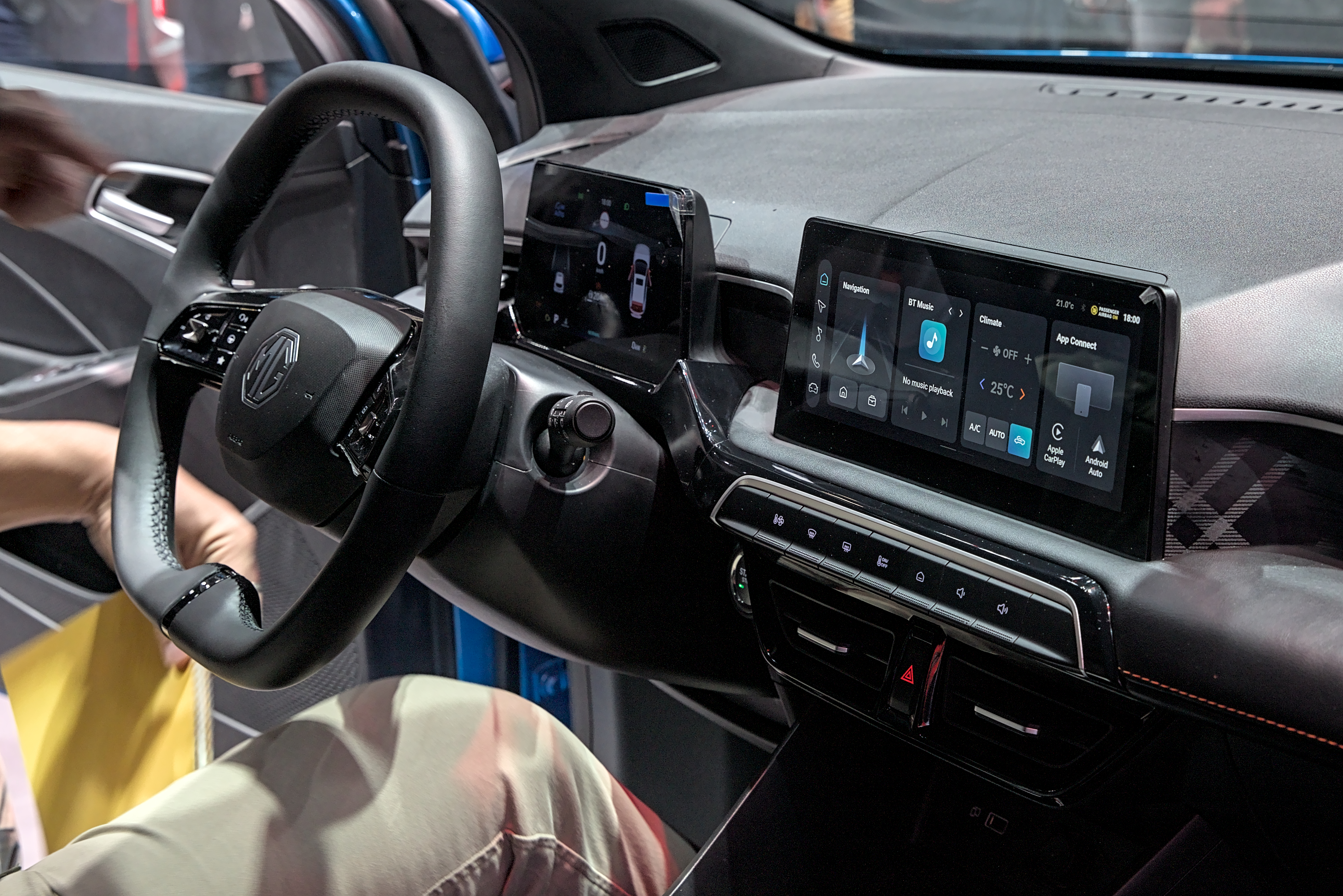
Интерьер
  - Вид сзади
  - Двигатель
  - Интерьер

## Безопасность
| Euro NCAP                                                        | Euro NCAP | Euro NCAP | Euro NCAP             |
| ---------------------------------------------------------------- | --------- | --------- | --------------------- |
| · общий рейтинг                                                  |           |           |                       |
| 69%                                                              | 71%       | 59%       | 38%                   |
| взрослый пассажир                                                | ребёнок   | пешеход   | активная безопасность |
| Протестированная модель: MG3 1.5VTi-TECH 3Form Sport, RHD (2014) |           |           |                       |